# Cigarrera
Una cigarrera (o un cigarrero) es una persona que hace cigarrillos o cigarros. La cigarrera es la trabajadora principal en una fábrica de tabacos. Con este nombre también se conoce un mueblecito o a una caja en que se guardan y se tienen a la vista los cigarros puros.

## Historia de las cigarreras en España

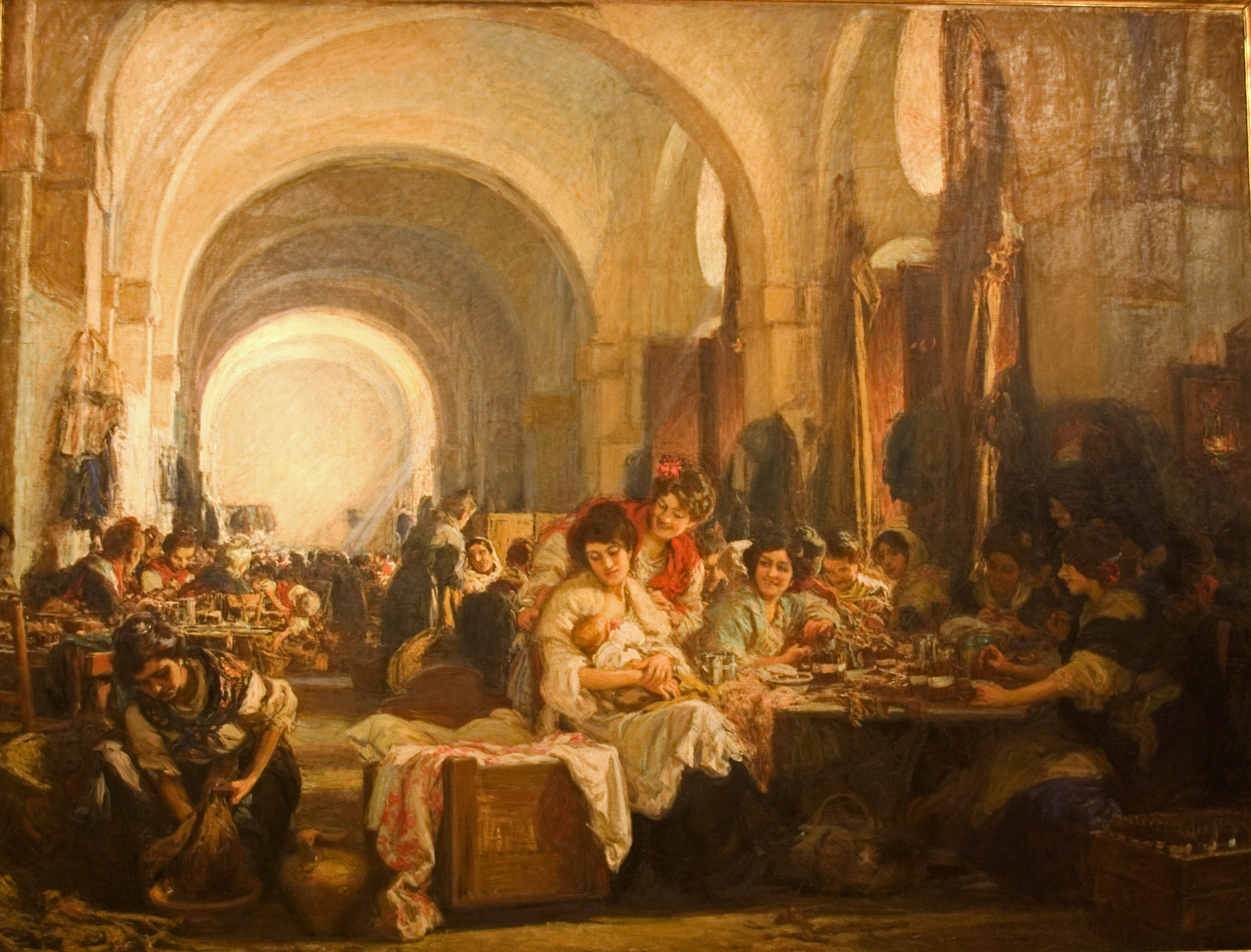
Cuadro Las Cigarreras pintado por Gonzalo Bilbao en 1915 que reproduce el trabajo de las cigarreras en la Fábrica de Tabacos de Sevilla, a principios del.

Hasta finales del siglo XIX, existían en España distintas fábricas de tabacos en las ciudades de Sevilla, Cádiz, Alicante y más tarde, Madrid y otras. La primera que funcionó fue la Real Fábrica de Tabacos de Sevilla, fundada como empresa privada en 1620 y administrada directamente por la hacienda pública desde 1684. Al principio los trabajadores eran hombres y mujeres. A los hombres se les llamaba cigarreros y a las mujeres elaborantes.
En el año 1731, los cigarreros de Sevilla mandaron una queja al rey, un memorial en que se decía que no estaban de acuerdo con su sueldo, que era bastante menor que el sueldo recibido por las elaborantes (mujeres cigarreras) de Cádiz, siendo ellos hombres y con muchas más obligaciones que las mujeres. Recibieron una contestación en que se decía que se les pagaba exactamente igual por mazo de cigarros, pero que las elaborantes de Cádiz «son más cuidadosas, trabajan con más pulcritud y menos desperdicios y su labor cunde más. Así obtienen más dinero por el mismo tiempo de trabajo».
El trabajo de las mujeres cigarreras fue muy apreciado y solicitado. Ellas mismas conseguían que la ampliación de personal fuese siempre de mujeres. Cuando más tarde aparece la elaboración del cigarrillo, las cigarreras son profesionales tan diestras que tan sólo ellas serán capaces de preparar esta modalidad. Se hacen indispensables en las fábricas y crean una imagen especial de la mujer cigarrera.

### Las cigarreras en Madrid

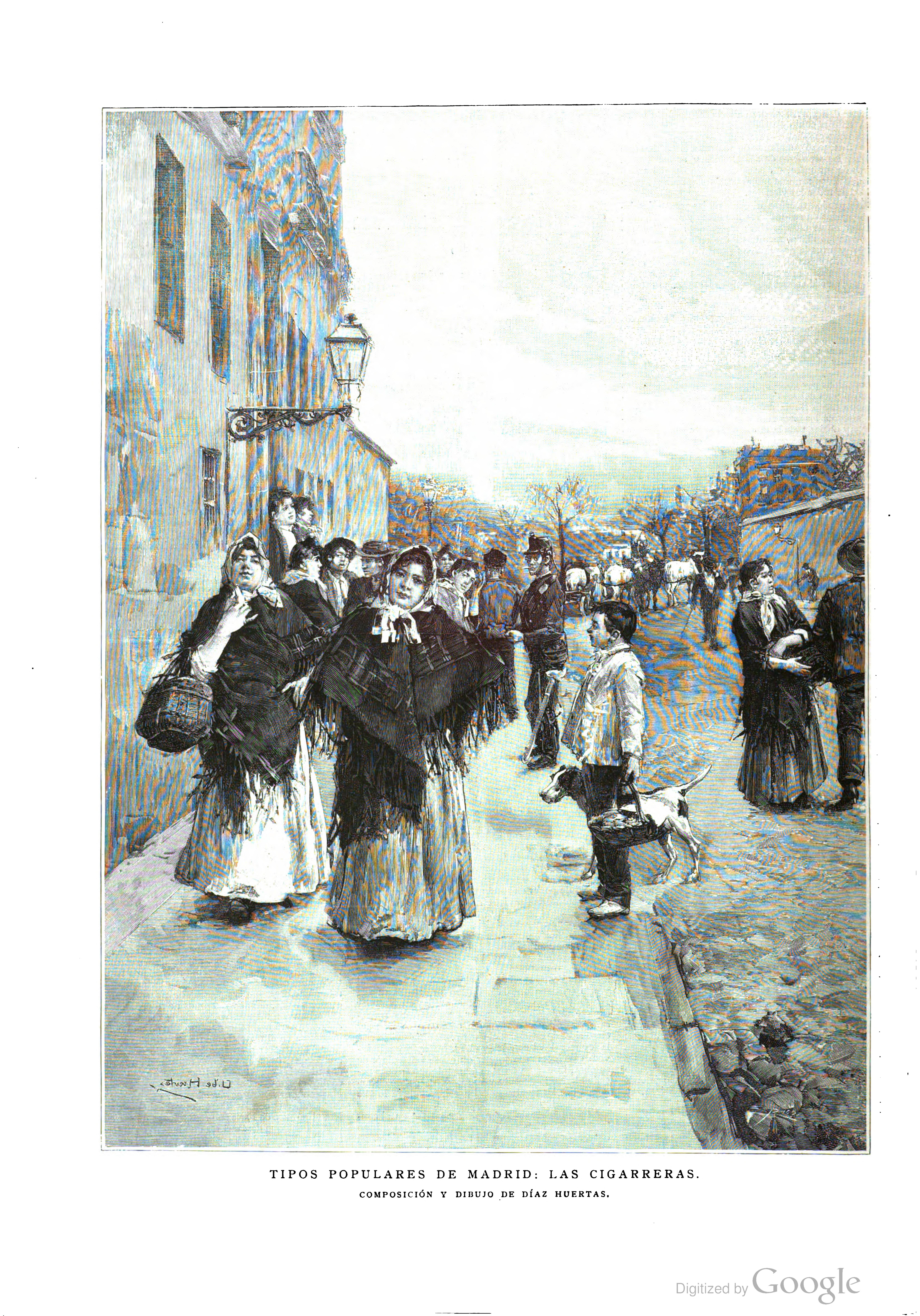
«Tipos populares de Madrid. Las cigarreras» (La Ilustración Española y Americana, 30 de noviembre de 1890)

El 1 de abril de 1809, el edificio mandado construir por el rey Carlos III, conocido como Real Fábrica de Aguardientes, ubicado en la calle de Embajadores, pasó a ser, por orden de José I, una fábrica de tabacos. En el barrio existían múltiples talleres clandestinos de elaboración de cigarros, todos ellos compuestos por mujeres cigarreras, que tenían fama de ser buenas profesionales. Todas aquellas mujeres fueron contratadas para la nueva fábrica. Al principio eran 800, más tarde aumentaron a 3000, y llegaron a ser 6300.
La mayoría de estas mujeres vivían en el barrio. Obtenían un salario por encima de la media, que les permitía mantener una familia. Además del trabajo como obreras, los puestos de mando de los talleres también estaban ocupados por ellas. Los hombres tenían cargos muy inferiores, como mozos de almacén y capataces, cargos que estaban subordinados a las cigarreras. Sólo los directivos estaban por encima. Como consecuencia de este oficio la cigarrera llegó a ser un tipo de mujer independiente, segura de sí misma, con una economía holgada que le permitía ser generosa y ayudar al que lo necesitaba. Con su trabajo, estas mujeres mantuvieron el nivel de vida del barrio, dando estabilidad y progreso al pequeño comercio.
El personal de los talleres estaba organizado en los llamados Ranchos, que eran mesas en las que trabajaban seis operarias. Al frente de cada rancho había una mujer a la que se llamaba Ama del rancho, que cuidaba de las compañeras y corregía su trabajo. También lo controlaba: cada una de estas amas tenía un cuaderno donde apuntaba la producción de sus operarias; el cuaderno del ama del rancho era muy importante para el cobro y para los posibles premios.
Fuera de los talleres existían los cargos de maestras y porteras. Las maestras registraban a las cigarreras a la salida del trabajo, a la vista de las porteras. Después había un segundo registro llamado cintrarregistro. Aunque por lo general las obreras no corrieron el riesgo de robar, entre otras cosas porque sus mismas compañeras las habrían recriminado, tal era el cuidado que tenían de conservar una buena fama ganada a pulso. Pero, naturalmente, siempre había excepciones y la fábrica no estaba dispuesta a correr el riesgo, de ahí que se crearan estos puestos fiscales.

#### Hermandad de Socorroy otras ayudas
En esta época no existe ningún tipo de atención social por parte del Estado, no hay seguro de enfermedad, ni de viudedad, orfandad o incapacidad. No existe la jubilación. En 1834, las cigarreras constituyeron una Hermandad para ocuparse de la asistencia a compañeras que por edad, enfermedad u otras vicisitudes, se encontraran en apuros. La idea fue crear unos talleres fuera de la fábrica, en sus propias casas y de esa manera, si fuera necesario se llevarían el trabajo a domicilio. La creación de la Hermandad fue un éxito y algo nunca visto hasta el momento.
En 1840, y por iniciativa de Ramón de la Sagra se crean otras ayudas sociales para las cigarreras: Una sala de lactancia y escuelas, con el nombre de Asilo de Cigarreras, ubicado en la finca de lo que fue el Casino de la Reina (Madrid). Así las madres pueden dejar a sus hijos pequeños en un lugar especial para ellos, y recogerlos a la salida. Si son lactantes, la madre puede salir del trabajo dos veces durante la jornada y alimentarles. En otros casos, estaban autorizadas para tener al pequeño en una cuna a su lado, en el propio taller. En la actualidad (siglo XXI), el espacio de dicho Asilo está ocupado por un colegio de religiosas.
Con todas estas mejoras sociales, las cigarreras trabajan con gran entusiasmo y van adquiriendo fuerza y poder. Son estimadas y admiradas por el trabajo duro y manual que practican y por lo perfecto de su acabado. La fábrica funciona sin problemas y el oficio de cigarrera llega a ser sinónimo de categoría.

#### Primeras protestas
En agosto de 1887 se produce un gran descontento entre las trabajadoras de la fábrica. La causa es el tabaco que llega que es de baja calidad y con mucho desecho y por tanto cuesta más manipularlo, cuesta más tiempo hacer los cigarros, es decir, muchas más horas de trabajo para llevarse un jornal decente a casa.
Por otro lado, en el mes de octubre el Monopolio de Tabacos del Estado pasa a una nueva Compañía Arrendataria de Tabacos. Los jefes de esta compañía traen disposiciones nuevas, entre las que está el cese del administrador jefe de la fábrica, Enrique Viglieti, un hombre justo a quien las cigarreras querían y respetaban. Fue él quien dio impulso a los talleres especiales de trabajo a domicilio y una de sus normas era adelantar dinero a las cigarreras cuando por causa justificada no podían asistir al trabajo. Las trabajadoras respondieron siempre a este adelanto haciendo el trabajo suficiente para su compensación.
A la vista del cese del administrador se echaron a la calle en una manifestación de protesta más de 5000 mujeres, apoyadas por los vecinos, familiares y amigos que llegaban de otros barrios. Tomaron la fábrica sin que los 100 guardias civiles que mandaron para calmar los disturbios pudieran hacer nada. Hubo una tregua para parlamentar con las autoridades competentes. Las cigarreras María la Niña y Victoriana la Muñeca acudieron en representación de sus compañeras. Las cigarreras ganaron la partida y los jefes consintieron la reincorporación del administrador expulsado que, sin embargo, una vez admitido pidió el cese en el cargo.

## El oficio
El oficio de la cigarrera desapareció, como tantos otros, con la industrialización, con la llegada de las máquinas. Los empleados en las nuevas fábricas, más que conocer el arte de manipular las hojas de tabaco, debían conocer el manejo de dichas máquinas para su producción. 

## Las cigarreras en la literatura
Prosper Mérimée, en su novela Carmen, dibujó y describió el oficio de la cigarrera en el personaje central, la gitanilla llamada Carmen. La narración está ambientada en la fábrica de tabacos de Sevilla, en sus trabajadoras y en la vida de la propia ciudad.